# Chomu
Chomu là một thành phố và khu đô thị của quận Jaipur thuộc bang Rajasthan, Ấn Độ.

## Nhân khẩu
Theo điều tra dân số năm 2001 của Ấn Độ, Chomu có dân số 50.717 người. Phái nam chiếm 53% tổng số dân và phái nữ chiếm 47%. Chomu có tỷ lệ 63% biết đọc biết viết, cao hơn tỷ lệ trung bình toàn quốc là 59,5%: tỷ lệ cho phái nam là 75%, và tỷ lệ cho phái nữ là 49%. Tại Chomu, 17% dân số nhỏ hơn 6 tuổi.